# والیبال در بازی‌های مدیترانه
والیبال در بازی‌های مدیترانه (انگلیسی: Volleyball at the Mediterranean Games) از ورزش‌های ثابت در بازی‌های مدیترانه‌ای است که از سال ۱۹۵۹ برای مردان و از سال ۱۹۷۵ برای زنان ایجاد شده‌است. تیم‌های والیبال مردان و زنان ایتالیا موفق‌ترین تیم‌ها در دو بخش مردان و زنان بازی‌های مدیترانه‌ای هستند.

## جدول مدال

### مردان
| رتبه  | کشور    | طلا | نقره | برنز | مجموع |
| ۱     | ایتالیا | ۶   | ۲    | ۱    | ۹     |
| ۲     | صربستان | ۵   | ۱    | ۱    | ۷     |
| ۳     | فرانسه  | ۲   | ۲    | ۳    | ۷     |
| ۴     | اسپانیا | ۱   | ۳    | ۱    | ۵     |
| ۵     | مصر     | ۱   | ۰    | ۰    | ۱     |
| ۶     | ترکیه   | ۰   | ۴    | ۴    | ۸     |
| ۷     | تونس    | ۰   | ۲    | ۰    | ۲     |
| ۸     | یونان   | ۰   | ۱    | ۲    | ۳     |
| ۹     | لبنان   | ۰   | ۰    | ۱    | ۱     |
| ۹     | کرواسی  | ۰   | ۰    | ۱    | ۱     |
| ۹     | اسلوونی | ۰   | ۰    | ۱    | ۱     |
| مجموع | مجموع   | ۱۵  | ۱۵   | ۱۵   | ۴۵    |

### زنان
| رتبه  | کشور    | طلا | نقره | برنز | مجموع |
| ۱     | ایتالیا | ۷   | ۱    | ۲    | ۱۰    |
| ۲     | ترکیه   | ۱   | ۶    | ۲    | ۹     |
| ۳     | صربستان | ۱   | ۱    | ۱    | ۳     |
| ۴     | کرواسی  | ۱   | ۰    | ۲    | ۳     |
| ۵     | آلبانی  | ۱   | ۰    | ۰    | ۱     |
| ۶     | فرانسه  | ۰   | ۲    | ۳    | ۵     |
| ۷     | یونان   | ۰   | ۱    | ۱    | ۲     |
| مجموع | مجموع   | ۱۱  | ۱۱   | ۱۱   | ۳۳    |